# آی‌ان‌سی‌ای
آی‌ان‌سی‌ای (کره‌ای: 잉카인터넷) شرکت نرم‌افزار کره‌ای است، که درساب ۲۰۰۰ تأسیس شد.